# 독점
독점(獨占, 영어: monopoly)은 오직 한 명의 사람이나 하나의 단체(기업 등)만이 상품이나 서비스를 제공하는 시장을 말한다. 즉 이는 경쟁이 실종된 상태로, 독점 시장에서는 대체재를 구할 수 없다. 여기에서 다루는 독점은 판매자가 하나뿐인 경우로, 구매자가 하나뿐인 시장을 가리키는 수요 독점과는 구별되어야 한다. 또한 독점은 과점 상태에서 서로 무관한 여러 판매자들이 연합을 이루어 만들어지는 카르텔과도 다른 상황이다. 공인된 독점이란 정부가 진입하기 위해 많은 투자가 필요한 사업 등에 대해 독점을 인정하는 경우이다. 이런 사업을 정부가 직접 시행하는 경우는 정부 독점(전매(專賣))이라 한다.

## 성립 조건
독점은 완전경쟁의 반대로서 다음과 같은 조건이 갖추어진 때에 성립된다.
1. 어떤 재화의 판매자가 하나뿐인 공급독점, 매입자가 유일한 수요독점과 판매자와 매입자의 쌍방이 유일한 쌍방독점의 경우가 있다.
2. 그 재화에 대하여 밀접한 대체재(代替財)가 없다.
3. 신규 사업자가 시장에 진입하는 것을 방해하는 강력한 진입 장벽이 있다.

위와 같은 조건을 갖춘 독점시장에서는 한 산업과 기업간의 구별이 없으며, 독점기업이 하나의 산업을 형성한다. 이러한 독점상태는 엄밀한 의미에서는 현실적으로는 드문 것이며, 이 조건에 유사한 상태는 있을 수 있다. 또한 독점의 조건이 완만한 독점은 불완전경쟁의 상태에 가까운 것이라고 할 수 있다.

## 독점력의 원천
경쟁시장에서는 개별 기업의 이윤이 0보다 크다면 신규 생산자가 시장에 진입하지만, 독점 시장에서는 신규 기업의 진입을 막는 진입장벽이 존재한다. 독점의 원천이라고 하면 ① 법적규제, ② 필요자원에 대한 전면적 지배, ③ 제품차별화의 가능성 및 수송거리, 또는 거래당사자의 무지, 특수한 선호 등에 의한 신용도(good will), ④ 생산 및 판매에 있어서 규모의 경제성, ⑤ 소비자가 다른 기업의 상품으로 변경할 때 수반되는 높은 변경비용을 들 수 있다.

## 유형
독점은 시간적으로 어느 정도 영속하느냐에 따라 장기와 단기로 나뉘고, 외부의 경쟁력으로부터 어느 정도 보호되고 있느냐에 따라 무조건(無條件)과 조건(條件)으로 나뉘기도 한다. 또한 편의상 다음과 같이 분류하기도 한다.

### 조직 형태
단일의 독점기업에도 강력한 독점력을 행사하는 것에서부터 독점력이 약하면서 일시적인 협정에 의한 독점까지 그 독점력의 강도(强度)나 시간에 따라 몇 가지 독점형태가 있다. 즉, 가장 단기적이고 가장 약한 독점에는 소위 '신사협정(紳士協定)'이 있고, 다음에 가격·산출량·기술에 관한 조합카르텔이 있으며, 더욱 강도가 강한 것으로는 트러스트·신디케이트·콘체른이 있다. 더욱이 기업활동·합병에 이르는 상태인 주식교환(株式交換)·지주회사(持株會社) 등의 형태도 있다.

### 장기조건부독점
보통 중화학공업에서 볼 수 있는 것으로, 시간적으로는 영속하지만 가격이 어느 수준 이상이 되면 대체품이 출현하든가 해외 등의 원거리 공급원에서 유입되는 것과 같은 점에서 무조건이 아닌 조건부이다. 화학조미료·알루미늄·철강과 제지 등이 이에 유사한 업종이다.

### 정기무조건독점
시간이 충분히 주어져도 파괴되지 않는 독점으로, 가격·생산량이 어떻게 변화되어도 외부로부터의 경쟁위험이 없는 독점상태를 말한다. 가스 및 전기사업·원자력사업·특정광업·전매사업 등이 대표적인 예이다.

### 단기조건부 독점
여관이나 소매업 등과 같은 서비스업에서 보통의 광공업·농림업 등에 이르기까지 많은 예를 볼 수 있다.

### 단기무조건 독점
많은 특허기술에 의한 사업, 특수한 광산업, 기한부 카르텔 등에서 보는 것과 같다.

## 시장 균형과 경제적 잉여

독점 시장의 시장 균형과 경제적 잉여

독점 시장에서는 완전 경쟁 시장과는 달리 공급자의 생산량 조절이 가격에 영향을 미쳐 공급자의 한계 수익 MR은
{\displaystyle {\begin{matrix}MR&=&{\frac {dP(Q)Q}{dQ}}&\\&=&Q{\frac {dP(Q)}{dQ}}+P(Q)&{\mbox{ where }}{\frac {dP(Q)}{dQ}}<0\end{matrix}}}
로 항상 수요곡선 아래에 위치한다. 공급자의 이윤 극대화 조건을 만족하기 위해서는 한계 수익과 한계 비용이 같아지는 점에서 생산량을 정하고, 시장 가격은 생산자의 한계 비용 곡선보다 높은 점에서 결정된다. 독점 시장에서는 높은 가격의 설정으로 인해 완전 경쟁에서의 소비자 잉여의 일부가 생산자 잉여로 전환되는 한편, 완전 경쟁 시장에서보다 균형 생산량이 적어지므로 그림에서 노란 삼각형만큼의 자중손실이 발생한다.